# 吳大訓
吳大訓（？—？），广西马平人，明朝政治人物。岁贡出身。
万历元年（1573年），擔任明朝廣州府新安縣知縣。后由曾孔志接任。